# ハキム・ウォリック
ハキム・ウォリック（Hakim Warrick, 1982年7月8日 - ）は、アメリカ合衆国ペンシルベニア州フィラデルフィア出身のバスケットボール選手。ポジションはパワーフォワード。身長206cm、体重100kg。

## 大学時代
- ペンシルベニア州の高校チームで成功した後、シラキューズ大学に進む。1年生の時からチームシラキュース・オレンジのレギュラーであった。
- 2003年　NCAAの殿堂入りを果たしているジム・ベーハイムコーチの下でNCAA全米チャンピオンになる。この時のチャンピオンメンバーは「デンバー・ナゲッツ」のカーメロ・アンソニー、ジェリー・マクナマラがいる。シラキュース大学にとってバスケットボールでの全米優勝は初めてのことであった。
- 2005年、大学4年生の時に「ビッグ・イースト最優秀選手」に選ばれる。チームはビッグイーストで優勝。

## NBA
2005年のNBAドラフトではメンフィス・グリズリーズから全体19位指名を受けた。前評判が良かったために上位指名が予想されていたが、大方の予想が覆されてしまった。ルーキーイヤーの2005-06シーズンは主にベンチ要員として68試合に出場。平均4.1得点を記録した。2006-07シーズンは、チームの主力であるパウ・ガソルが怪我のため開幕から約2ヶ月間欠場。ウォリックは先発の座を掴むことになった。
2008-09年シーズンオフにミルウォーキー・バックスに移籍した。
2010年2月18日、トレードでシカゴ・ブルズに移籍。
2010年7月2日､ＦＡでフェニックス・サンズと4年総額1800万ドルで契約。
2012年7月27日、トレードでニューオーリンズ・ホーネッツに移籍。
2012年11月13日、マット・キャロルとのトレードでシャーロット・ボブキャッツに移籍。